# Pape-Alioune Ndiaye
Ne doit pas être confondu avec Badou Ndiaye.
Pape-Alioune Ndiaye, né le 4 février 1998, est un footballeur français qui évolue au poste de défenseur central.

## Biographie
Pape-Alioune Ndiaye est originaire de Nanterre, dans les Hauts-de-Seine, ayant grandis dans le quartier Pablo-Picasso. Il a un grand frère, Moulaye, ancien membre du centre de formation du Paris SG qui a ensuite notamment joué en deuxième division belge,

### Carrière en club

#### Formation entre la France et l'Italie
Ayant commencé sa formation à l'ACBB, dans sa région natale, Pape Ndiaye passe ensuite par le centre de formation de Caen — dans la même génération que Yann Karamoh ou Jean-Victor Makengo — avant de rejoindre Valenciennes à 15 ans.
Dans l'académie du VAFC, il évolue notamment aux côtés de Dayot Upamecano, joueur dont il reste très proche tout au long de sa carrière. C'est d'ailleurs en même temps que ce dernier qu'il quitte Valencienne en 2016, alors en proie à de sérieuses difficultés financières,.
Alors qu'Upamecano part à Leipzig, Ndiaye rejoint lui l'AJ Auxerre, où il ne transite toutefois que quelques mois avant de rejoindre le Bologna FC en Italie. Chez le club de Serie A, il joue avec les primavera et s'entraine également avec les pros sous l'égide de Roberto Donadoni,.
Mais il raconte être à l'époque victime d'agents qui lui font enchainer les transferts en essayant de faire fructifier le talent du jeune joueur, sans trop de considération pour sa stabilité. C'est ainsi un imbroglio entre agents qui l'empêche de continuer sa progression dans le club émilien, Ndiaye rejoignant alors le SSC Bari en Serie B,.

#### Débuts en Espagne
Ayant profité de son séjour dans les Pouilles pour renouveler son entourage, sa carrière semble alors prendre un tournant positif en 2017, alors qu'il rejoint l'Espagne et fait ses débuts sénior au Lorca Deportiva en Segunda División B,. Auteur de plusieurs bonnes prestations, il accumule les présences en début de saison 2017-18, essentiellement au poste de milieu défensif,.
Marquant son premier but le 5 novembre 2017 lors d'un match contre San Fernando CD — par une frappe spectaculaire de l'extérieur de la surface,,, — il ne permet néanmoins pas à son club d'éviter de s'enliser jusqu'à la relégation en quatrième division. Alors qu'il ne joue plus avec l'équipe première qui enchaine les défaites au printemps 2018, il décide de resiller son contrat à la recherche de nouveaux horizons footballistiques.
Mais alors qu'il n'est lié à aucun club, il subit une blessure au métatarse qui met sa carrière complètement en pause pendant plus de neuf mois. À l'été 2019, il arrive malgré tout à se voir accordé un essai chez les Ukrainiens du Vorskla, où il séduit rapidement la direction sportive, se voyant accordé un contrat inespéré dans l'élite ukrainienne,.

#### Révélation en Ukraine
Après ce début de parcours agité, c'est ainsi en Premier-Liha qu'il va vraiment s'épanouir, notamment à partir de 2020, où il s'impose comme le titulaire de son équipe en défense centrale. La saison 2019-2020 n'est pourtant pas brillante pour le club de Poltava, et Ndiaye doit attendre l'arrivée de Yuriy Maksymov (en) en novembre pour s'installer dans l'effectif, brillant notamment quelques mois plus tard lors d'un match serré contre le Dynamo Kiev, puis une victoire contre le Chakhtar Donetsk, la première et seule défaite de la saison des champions ukrainiens,,.
Lors de la saison 2020-21, il accumule les présences dans les équipes types du championnat (il est dans les 11 meilleurs joueurs sur 7 des 13 premières journées,) et attire les regards de plusieurs clubs étrangers, à limage de West Ham, Lille, le SC Braga ou le Beşiktaş,,,,.
Il se voit également décerner le titre de meilleur défenseur de la première partie de saison, où Vorskla joue les premières places derrière les géants ukrainiens du Chakhtar et du Dynamo, alors que le contrat du joueur touche à sa fin à l'été 2021,,,.

### Carrière en sélection
N'ayant pas connu de sélections avec les équipes de jeune françaises, Ndiaye est également éligible avec la sélection sénégalaise, du fait de ses origines,,,.

## Style de jeu
Défenseur central à la stature imposante (il mesure 2,01 mètres), il est également capable de jouer comme milieu défensif — poste où il a commencé sa carrière — et comme arrière droit,,,.
En plus de ses qualités physiques, il fait également figure de joueur technique, son entraineur au Vorskla Poltava, Yuriy Maksymov (en), en parlant en ces termes : « il a beau faire plus de deux mètres, il a des qualités techniques exceptionnelles et il sera l'un des meilleurs défenseurs en Europe très rapidement ».

## Palmarès
| Vorskla Poltava - Coupe d'Ukraine : - Finaliste : 2019-20. |